# Campionato mondiale per club FIVB 2016 (maschile)
Il campionato mondiale per club FIVB 2016 si è svolto dal 18 al 23 ottobre 2016 a Betim, in Brasile: al torneo hanno partecipato otto squadre di club e la vittoria finale è andata per la terza volta, la seconda consecutiva, all'Associação Social e Esportiva Sada.

## Regolamento

### Formula
Le squadre hanno disputato una prima fase a gironi con formula del girone all'italiana; al termine della prima fase le prime due classificate di ogni girone hanno acceduto alla fase finale, strutturata in semifinali, finale per il terzo posto e finale.

### Criteri di classifica
Se il risultato finale è stato di 3-0 o 3-1 sono stati assegnati 3 punti alla squadra vincente e 0 a quella sconfitta, se il risultato finale è stato di 3-2 sono stati assegnati 2 punti alla squadra vincente e 1 a quella sconfitta.
L'ordine del posizionamento in classifica è stato definito in base a:
- Numero di partite vinte;
- Punti;
- Ratio dei set vinti/persi;
- Ratio dei punti realizzati/subiti;
- Risultati degli scontri diretti.

## Squadre partecipanti
| Squadra       | Qualificazione                              | Ultima partecipazione                  |
| ------------- | ------------------------------------------- | -------------------------------------- |
| Sada          | 1ª al campionato sudamericano per club 2016 | Campionato mondiale per club FIVB 2015 |
| Minas         | Squadra organizzatrice                      | Debutto                                |
| Bolívar       | Wild card                                   | Campionato mondiale per club FIVB 2010 |
| El Gaish      | 1ª al campionato africano per club 2016     | Debutto                                |
| Zenit-Kazan   | 1ª alla CEV Champions League 2015-16        | Campionato mondiale per club FIVB 2015 |
| UPCN          | Wild card                                   | Campionato mondiale per club FIVB 2015 |
| Taichung Bank | 1ª al campionato asiatico per club 2015     | Debutto                                |
| Trentino      | Wild card                                   | Campionato mondiale per club FIVB 2014 |

## Torneo

### Fase a gironi
| Girone A      | Girone B |
| ------------- | -------- |
| Sada          | Minas    |
| El Gaish      | Bolívar  |
| Zenit-Kazan   | UPCN     |
| Taichung Bank | Trentino |

#### Girone A

##### Risultati
| 18 ottobre 2016 Ginásio Divino Braga, Betim Durata: 1h:05 - Spettatori: 386   | Zenit-Kazan | 3 - 0 | El Gaish      | 25-14, 25-19, 25-15        |
| 18 ottobre 2016 Ginásio Divino Braga, Betim Durata: 0h:54 - Spettatori: 4 200 | Sada        | 3 - 0 | Taichung Bank | 25-10, 25-16, 25-13        |
| 19 ottobre 2016 Ginásio Divino Braga, Betim Durata: 1h:16 - Spettatori: 3 800 | Sada        | 3 - 0 | El Gaish      | 25-18, 25-20, 25-15        |
| 20 ottobre 2016 Ginásio Divino Braga, Betim Durata: 1h:29 - Spettatori: 1 000 | El Gaish    | 1 - 3 | Taichung Bank | 25-23, 20-25, 14-25, 23-25 |
| 20 ottobre 2016 Ginásio Divino Braga, Betim Durata: 1h:51 - Spettatori: 6 000 | Sada        | 3 - 1 | Zenit-Kazan   | 25-20, 20-25, 26-24, 25-20 |
| 21 ottobre 2016 Ginásio Divino Braga, Betim Durata: 1h:02 - Spettatori: 300   | Zenit-Kazan | 3 - 0 | Taichung Bank | 25-22, 25-16, 25-17        |

##### Classifica
| Pos | Squadra       | Pt | G | V | P | SV | SP | Ratio | PF  | PS  | Ratio |
| --- | ------------- | -- | - | - | - | -- | -- | ----- | --- | --- | ----- |
| 1   | Sada          | 9  | 3 | 3 | 0 | 9  | 1  | 9.000 | 246 | 181 | 1.359 |
| 2   | Zenit-Kazan   | 6  | 3 | 2 | 1 | 7  | 3  | 2.333 | 239 | 199 | 1.201 |
| 3   | Taichung Bank | 3  | 3 | 1 | 2 | 3  | 7  | 0.428 | 192 | 232 | 0.827 |
| 4   | El Gaish      | 0  | 3 | 0 | 3 | 1  | 9  | 0.111 | 183 | 248 | 0.737 |

#### Girone B

##### Risultati
| 18 ottobre 2016 Ginásio Divino Braga, Betim Durata: 1h:14 - Spettatori: 600   | Minas    | 0 - 3 | UPCN     | 22-25, 18-25, 18-25        |
| 19 ottobre 2016 Ginásio Divino Braga, Betim Durata: 1h:58 - Spettatori: 1 000 | Bolívar  | 3 - 1 | UPCN     | 33-31, 22-25, 30-28, 27-25 |
| 19 ottobre 2016 Ginásio Divino Braga, Betim Durata: 1h:22 - Spettatori: 500   | Trentino | 3 - 0 | Minas    | 25-23, 25-19, 25-23        |
| 20 ottobre 2016 Ginásio Divino Braga, Betim Durata: 1h:39 - Spettatori: 2 200 | Trentino | 3 - 1 | Bolívar  | 25-18, 23-25, 25-17, 25-19 |
| 21 ottobre 2016 Ginásio Divino Braga, Betim Durata: 1h:36 - Spettatori: 600   | Bolívar  | 3 - 1 | Minas    | 18-25, 25-19, 25-19, 25-22 |
| 21 ottobre 2016 Ginásio Divino Braga, Betim Durata: 1h:15 - Spettatori: 600   | UPCN     | 0 - 3 | Trentino | 24-26, 19-25, 23-25        |

##### Classifica
| Pos | Squadra  | Pt | G | V | P | SV | SP | Ratio | PF  | PS  | Ratio |
| --- | -------- | -- | - | - | - | -- | -- | ----- | --- | --- | ----- |
| 1   | Trentino | 9  | 3 | 3 | 0 | 9  | 1  | 9.000 | 249 | 210 | 1.185 |
| 2   | Bolívar  | 6  | 3 | 2 | 1 | 7  | 5  | 1.400 | 284 | 292 | 0.972 |
| 3   | UPCN     | 3  | 3 | 1 | 2 | 4  | 6  | 0.666 | 250 | 246 | 1.016 |
| 4   | Minas    | 0  | 3 | 0 | 3 | 1  | 9  | 0.111 | 208 | 243 | 0.855 |

### Fase finale
|  | Semifinali  | Semifinali  | Semifinali  |             |      | Finale             | Finale             | Finale             |  |
|  |             |             |             |             |      |                    |                    |                    |  |
|  | Sada        | Sada        | 3           |             |      |                    |                    |                    |  |
|  | Sada        | Sada        | 3           |             |      |                    |                    |                    |  |
|  | Bolívar     | Bolívar     | 1           |             |      |                    |                    |                    |  |
|  | Bolívar     | Bolívar     | 1           |             | Sada | Sada               | 3                  |                    |  |
|  |             |             |             |             | Sada | Sada               | 3                  |                    |  |
|  |             |             | Zenit-Kazan | Zenit-Kazan | 0    |                    |                    |                    |  |
|  | Zenit-Kazan | Zenit-Kazan | Zenit-Kazan | Zenit-Kazan | 0    | 3                  |                    |                    |  |
|  | Zenit-Kazan | Zenit-Kazan |             |             |      | 3                  |                    |                    |  |
|  | Trentino    | Trentino    | 0           |             |      | Finale 3º/4º posto | Finale 3º/4º posto | Finale 3º/4º posto |  |
|  | Trentino    | Trentino    | 0           |             |      |                    |                    |                    |  |
|  |             |             |             |             |      |                    |                    |                    |  |
|  |             |             |             |             |      | Bolívar            | Bolívar            | 2                  |  |
|  |             |             |             |             |      | Bolívar            | Bolívar            | 2                  |  |
|  |             |             |             |             |      | Trentino           | Trentino           | 3                  |  |

#### Semifinali
| 22 ottobre 2016 Ginásio Divino Braga, Betim Durata: 1h:32 - Spettatori: 6 000 | Sada        | 3 - 1 | Bolívar  | 21-25, 25-15, 25-15, 25-19 |
| 22 ottobre 2016 Ginásio Divino Braga, Betim Durata: 1h:20 - Spettatori: 2 800 | Zenit-Kazan | 3 - 0 | Trentino | 25-18, 25-23, 25-18        |

#### Finale 3º posto
| 23 ottobre 2016 Ginásio Divino Braga, Betim Durata: 2h:16 - Spettatori: 4 800 | Bolívar | 2 - 3 | Trentino | 22-25, 25-23, 23-25, 31-29, 15-17 |

#### Finale
| 23 ottobre 2016 Ginásio Divino Braga, Betim Durata: 1h:15 - Spettatori: 6 500 | Sada | 3 - 0 | Zenit-Kazan | 25-21, 25-23, 25-15 |

## Classifica finale
| Pos | Squadre       |
| --- | ------------- |
|     | Sada          |
|     | Zenit-Kazan   |
|     | Trentino      |
| 4   | Bolívar       |
| 5   | UPCN          |
| 5   | Taichung Bank |
| 7   | Minas         |
| 7   | El Gaish      |

## Premi individuali
| Premio                | Nome             | Squadra     |
| --------------------- | ---------------- | ----------- |
| MVP                   | William Arjona   | Sada        |
| Miglior palleggiatore | Simone Giannelli | Trentino    |
| Miglior opposto       | Evandro Guerra   | Sada        |
| Miglior schiacciatore | Yoandy Leal      | Sada        |
| Miglior schiacciatore | Wilfredo León    | Zenit-Kazan |
| Miglior centrale      | Pablo Crer       | Bolívar     |
| Miglior centrale      | Artëm Vol'vič    | Zenit-Kazan |
| Miglior libero        | Sérgio Nogueira  | Sada        |